# Hitachi (Ibaraki)
Hitachi (日立市?, Hitachi-shi) è una città giapponese della prefettura di Ibaraki.
Il 1º dicembre 2004 la città di Jūō, del Distretto di Taga successivamente soppresso, è stata fusa a Hitachi.